# Гавайская подобласть
Гавайская подобласть — подобласть Австралийской зоогеографической области суши, занимающая территорию Гавайских островов, имеющих вулканические происхождение. Гавайские острова входят в Ориентальное (Азиатское) биогеографическое царство, Тихоокеанскую область.

## Биогеография

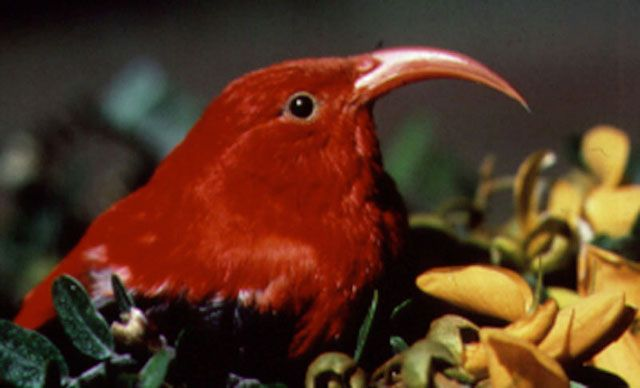
Vestiaria coccinea

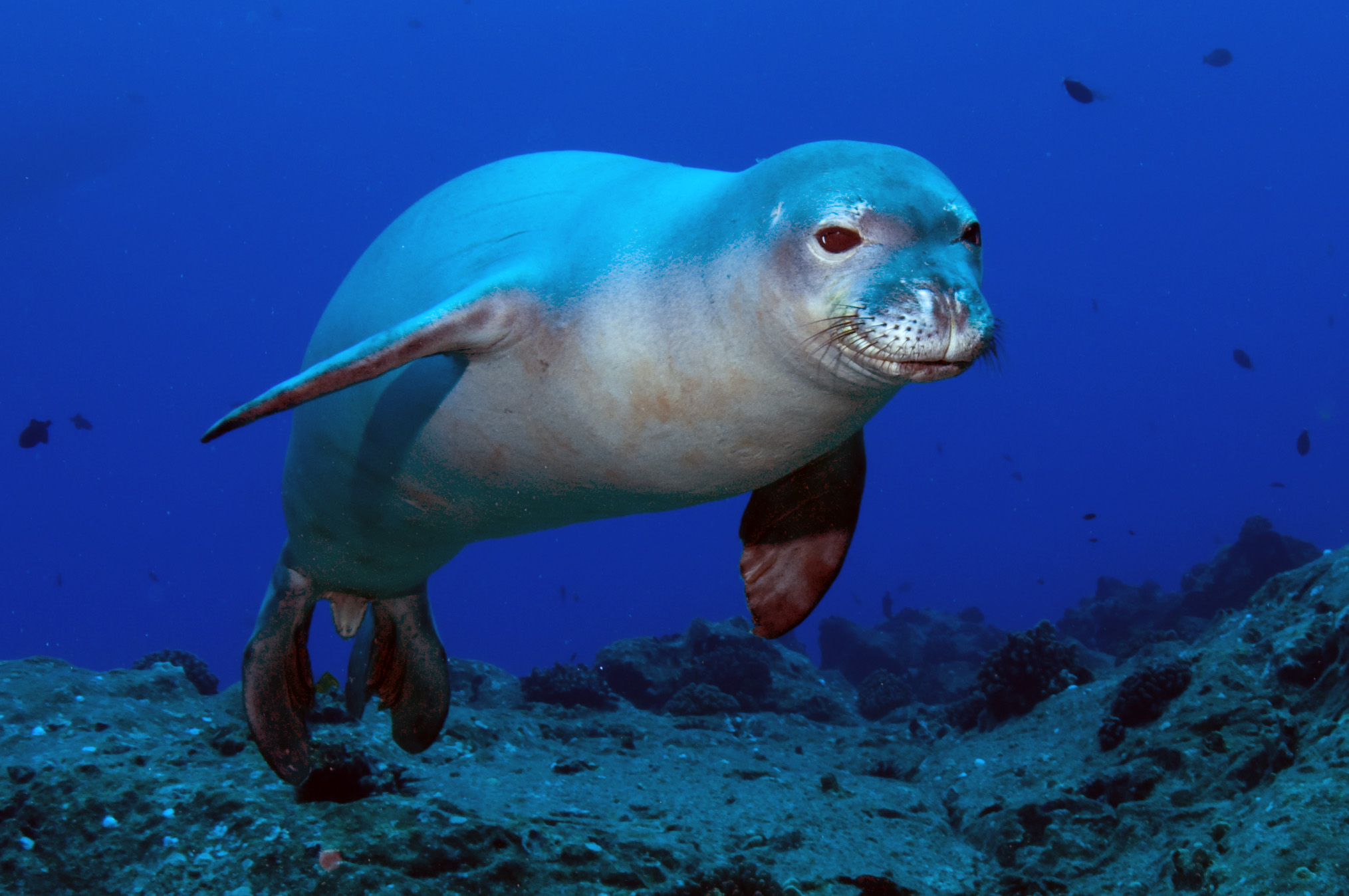
Гавайский тюлень-монах

Является одним из наиболее типичных и характерных примеров островной фауны и по своему происхождению близка к фауне Полинезии (пресмыкающиеся), частично — Америки (птицы).
Местные млекопитающие отсутствуют, кроме летучей мыши. Из имеющихся видов все являются завезёнными полинезийцами — крыса, собака, свинья, европейцами — домовая мышь, или с целью акклиматизации — скот, индийский серый мунго. Также обитает один вид летучих мышей из американского рода Lasiurus. На побережье встречается гавайский тюлень-монах.
Среди птиц, кроме океанических, обитающих на побережьях и зимующих наземных, обитает около 40 родов оседлых наземных гнездящихся птиц, например гавайские цветочницы. Также имеется 4 эндемичных рода из других семейств. На островах обитает 105 эндемичных видов. Среди эндемичных видов следует отметить гавайскую лысуху, гавайского гуся и гавайских цветочниц.
Пресмыкающиеся представлены гекконами преимущественно из родов Hemidactylus и Lepidodactylus и сцинками из родов Ablepharus, Lygosoma, все 9 видов из которых являются завезёнными. Также завезён 1 вид пресноводной черепахи.
Змеи, кроме 1 завезённого вида, крокодилы и наземные черепахи отсутствуют. Земноводные насчитывают 8 видов — 1 вид жаб и 7 видов лягушек, все являются завезёнными.
Рыбы, обитающие в пресных водоёмах, являются представителями морских семейств.
95 % предков гавайских членистоногих попали на острова из западной части Тихого океана и из Азии. Эндемики составляют 98 % насекомых. Насчитывается около 3325 видов из которых 2700 видов являются эндемиками Гавайских островов. Из 200 видов жалящих перепончатокрылых — 170 видов эндемичны. Дневные бабочки представлены десятком видов.
Моллюсков около 400 видов, практически все — эндемики. Большинство из которых — 300 видов в составе 14 родов, принадлежит к эндемичному семейству Achatinellidae.